# Caoimhín Kelleher
Pour les articles homonymes, voir Kelleher.
Caoimhín Kelleher, né le 23 novembre 1998 à Cork en Irlande, est un footballeur international irlandais qui évolue au poste de gardien de but au Brentford FC.

## Étymologie
Caoimhín (prononcer : Kwivine) est un prénom masculin irlandais. Le prénom "Kevin" est sa transcription anglaise.
Kelleher est la transcription anglaise du nom de famille irlandais dérivé de « Ó Céileachair », qui signifie « descendant de Céileachar ».

## Biographie

### Formation et débuts à Liverpool
Né à Cork en Irlande, Caoimhín Kelleher commence le football aux Ringmahon Rangers, un petit club de sa ville natale, avant de rejoindre l'académie de Liverpool à l'été 2015. Dès 2017, il est cité comme un gardien prometteur par Jürgen Klopp, sa présence ayant notamment permis au club de se passer du recrutement de Joe Hart.
Il joue régulièrement pour l'équipe de Liverpool lors de leur pré-saison de 2018, faisant partie de l'équipe partie aux États-Unis en tournée estivale, où il impressione par ses performances,. Il prend notamment part à la victoire 2-1 contre Manchester City, puis garde sa cage inviolée lors d'une victoire contre Manchester United.
En août 2018, il signe un nouveau contrat avec Liverpool.
En fin de saison 2018-2019, il figure sur le banc lors de la finale de la Ligue des champions de l'UEFA contre Tottenham. En remportant ainsi la Ligue des champions, il devient le 12e footballeur irlandais à le faire et le premier depuis plus d'une décennie,.
Kelleher figure par la suite également sur le banc lors de la victoire de Liverpool en Super Coupe d'Europe 2019 contre Chelsea à Istanbul, en raison de l'absence d'Alisson, le gardien numéro un,.
La saison suivante, Caoimhín Kelleher joue plusieurs matchs en coupe avec Liverpool. Après avoir fait ses débuts en coupe de la Ligue le 25 septembre 2019 contre Milton Keynes Dons, il fait partie de l'équipe la plus jeune de l'histoire des Reds, titularisé en FA Cup lors de la victoire 1-0 contre Shrewsbury Town du 4 février 2020.
Lors de la fin de saison, alors que le Liverpool FC semble être promis à un titre national tant attendu, le jeune gardien est vraisemblablement promis à des débuts en Premier League ; surtout qu'en l'absence d'Alisson, le faible niveau des gardiens remplaçant – les expérimentés Adrián et Andrew Lonergan – a coûté aux Anglais leur saison en Ligue des champions.
Il participe à sa première rencontre de Ligue des champions le 1er décembre 2020, étant titularisé face à l'Ajax Amsterdam à la place d'Alisson. Son équipe s'impose sur le score de un but à zéro ce jour-là et Kelleher n'est pas étranger à ce succès, auteur de plusieurs parades, sa prestation étant saluée par la presse,,,.
Le 24 juin 2021, Kelleher signe un nouveau contrat avec Liverpool d'une durée de cinq ans, soit jusqu'en juin 2026,. Sur l'année 2021-2022, il passe numéro deux dans la hiérarchie des gardiens et joue régulièrement lors des matchs de coupes nationales. Le 27 février 2022, il est titularisé et inscrit le tir au but vainqueur contre Chelsea, lors de la finale de la Coupe de la Ligue anglaise, permettant à Liverpool de gagner son neuvième titre dans la compétition.
Le 27 septembre 2023, lors de la victoire de Liverpool en coupe de la Ligue face à Leicester City (3-1 score final), Kelleher porte pour la première fois le brassard de capitaine dans les dernières minutes du match,.

### Brentford FC
Le 3 juin 2025, le retour de prêt du gardien Géorgien Giorgi Mamardashvili a rebattu les cartes et le portier a rejoint Brentford FC pour six ans et un contrat de 15M€ avec 5M€ de bonus,. Il remplace Mark Flekken qui a été vendu au Bayer 04 Leverkusen.

### En sélection
Caoimhín Kelleher est sélectionné avec l'équipe d'Irlande des moins de 17 ans pour participer au championnat d'Europe des moins de 17 ans en 2015. Il est le portier titulaire lors de ce tournoi et joue donc les trois matchs de son équipe. Les jeunes irlandais ne parviennent toutefois pas à sortir de la phase de groupe avec un bilan d'un match nul et de deux défaites. Au total, Kelleher joue huit matchs avec cette sélection entre 2014 et 2015.
Il figure également à plusieurs reprises dans le groupe de l'équipe d'Irlande. Il est notamment appelé par Martin O'Neill en novembre 2018 et figure sur le banc lors du match nul de l'Irlande contre le Danemark du 19 novembre 2018 en Ligue des nations.
Le 24 mars 2019, il joue son premier match avec les espoirs lors d'une rencontre remportée par son équipe face au Luxembourg (3-0),.
Kelleher honore finalement sa première sélection avec l'équipe nationale d'Irlande le 8 juin 2021, à l'occasion d'un match amical contre la Hongrie. Il entre en jeu après la pause et les deux équipes se neutralisent (0-0),.

## Style de jeu
Caoimhín Kelleher était initialement un joueur de champ avant de passer dans les buts. Alors qu'il joue à Cork, Kelleher est un buteur prolifique, s'épanouissant au poste d'avant-centre avant de définitivement devenir un gardien de but à 14 ans.
Il garde néanmoins de son passage à cet autre poste un jeu au pied et une précision dans la passe remarquables pour un gardien,,. Le 27 février 2022, c'est lui qui inscrit le dernier tir au but de Liverpool, en finale de la Carabao Cup contre Chelsea, avant que son homologue des Blues, Kepa Arrizabalaga, ne rate sa tentative (11 tirs au but à 10 pour Liverpool).

## Statistiques détaillées
| Saison                | Club                  | Championnat           | Championnat | Championnat | Championnat | Coupe nationale | Coupe nationale | Coupe nationale | Coupe de la Ligue | Coupe de la Ligue | Coupe de la Ligue | Supercoupe | Supercoupe | Supercoupe | Compétition(s) continentale(s) | Compétition(s) continentale(s) | Compétition(s) continentale(s) | Compétition(s) continentale(s) | Supercoupe UEFA | Supercoupe UEFA | Supercoupe UEFA | Total | Total | Total |
| Saison                | Club                  | Division              | M.          | B.          | P.d.        | M.              | B.              | P.d.            | M.                | B.                | P.d.              | M.         | B.         | P.d.       | Comp.                          | M.                             | B.                             | P.d.                           | M.              | B.              | P.d.            | M.    | B.    | P.d.  |
| 2019-2020             | Liverpool FC          | Premier League        | -           | -           | -           | 1               | 0               | 0               | 3                 | 0                 | 0                 | -          | -          | -          | -                              | -                              | -                              | -                              | -               | -               | -               | 4     | 0     | 0     |
| 2020-2021             | Liverpool FC          | Premier League        | 2           | 0           | 0           | 1               | 0               | 0               | -                 | -                 | -                 | -          | -          | -          | C1                             | 2                              | 0                              | 0                              | -               | -               | -               | 5     | 0     | 0     |
| 2021-2022             | Liverpool FC          | Premier League        | 2           | 0           | 0           | 2               | 0               | 0               | 4                 | 0                 | 0                 | -          | -          | -          | -                              | -                              | -                              | -                              | -               | -               | -               | 8     | 0     | 0     |
| 2022-2023             | Liverpool FC          | Premier League        | 1           | 0           | 0           | 1               | 0               | 0               | 2                 | 0                 | 0                 | -          | -          | -          | -                              | -                              | -                              | -                              | -               | -               | -               | 4     | 0     | 0     |
| 2023-2024             | Liverpool FC          | Premier League        | 10          | 0           | 0           | 2               | 0               | 0               | 6                 | 0                 | 0                 | -          | -          | -          | C3                             | 8                              | 0                              | 0                              | -               | -               | -               | 26    | 0     | 0     |
| 2024-2025             | Liverpool FC          | Premier League        | 10          | 0           | 0           | 2               | 0               | 0               | 4                 | 0                 | 0                 | -          | -          | -          | C1                             | 4                              | 0                              | 0                              | -               | -               | -               | 20    | 0     | 0     |
| Total sur la carrière | Total sur la carrière | Total sur la carrière | 25          | 0           | 0           | 9               | 0               | 0               | 19                | 0                 | 0                 | -          | -          | -          | -                              | 14                             | 0                              | 0                              | 0               | 0               | 0               | 67    | 0     | 0     |

## Palmarès

### En club
| Liverpool (5) |
| --- |
| Ligue des champions (1) - Vainqueur : 2019. - Premier League (1) - Champion : 2025 - Coupe de la Ligue (2) - Vainqueur : 2022 et 2024 - Coupe d'Angleterre (1) - Vainqueur : 2022 |

## Vie privée
Caoimhín a un frère aîné, Fiacre Kelleher (en), qui est aussi footballeur. Trois autres de ses grands frères, jouent eux au hurling.